# Dalíland
Dalíland ist ein Filmdrama von Mary Harron, das im September 2022 beim Toronto International Film Festival seine Premiere feierte und im September 2023 in die deutschen Kinos kam. In der Filmbiografie spielt Ben Kingsley den spanischen Maler Salvador Dalí.

## Handlung
Der spanische Maler Salvador Dalí hat mit seinen surrealistischen Bildern Weltruhm erlangt und es weit gebracht in der internationalen Kunstwelt und lebt nun, Mitte der 1970er Jahre, mit über 70 Jahren schon eine ganze Weile im St. Regis Hotel in New York. Hier geben er und seine Frau Gala rauschende Partys, an denen der Künstler jedoch oft nicht mehr selbst teilnimmt.
Auf eine dieser Partys wird James Linton von Dalís Galerist Christoffe geschickt, um eine Aktentasche voller Bargeld zu übergeben. Der junge James, der die Kunsthochschule abgebrochen hat, arbeitet erst seit Kurzem als Christoffes Assistent in der Dufresne Gallery. Das alternde Genie hat James sofort gern und nennt ihn „San Sebastian“. Dalí leiht sich James daher bei seinem Galeristen aus, der ihm helfen soll, seine anstehende Ausstellung in der Galerie in New York in drei Wochen vorzubereiten. Christoffe findet es ebenfalls keine schlechte Idee, kann er so doch sicherstellen, dass Dalí auch seine Arbeit erledigt. So wird der 19-Jährige mit dem engelsgleiches Gesicht zum persönlichen Assistenten des Malers und seiner Ehefrau Gala und erlebt hinter den Kulissen ein wildes Abenteuer.
James hatte Dalí bislang nur aus der Ferne bewundern können. Doch obwohl James begeistert ist, jetzt im inneren Kreis einer wahren Legende zu sein, und hofft, das Kunstgeschäft besser kennenzulernen, sieht James auch eine dunklere Seite, nicht nur der Kunstwelt, sondern auch im Leben der Ikone, die er immer bewunderte. Die Ehe von Dalí mit seiner großen Liebe Gala scheint zu bröckeln. Eines Tages, nachdem sie eines seiner Gemälde an ihren Lover und Protegé verschenkt hat, kommt es zwischen dem Künstler und seiner Frau zu einer heftigen Auseinandersetzung, bei der Gala stürzt.

## Produktion

### Regie und Drehbuch
Regie führte Mary Harron, am besten bekannt für American Psycho und die Filmbiografie I Shot Andy Warhol. Das Drehbuch schrieb ihr Ehemann John Walsh. Die Tatsache, dass sich die Geschichte um ein verheiratetes Paar dreht, habe ihr einen faszinierenden Blickwinkel ermöglicht, so die Regisseurin. Als das Projekt anfänglich an sie herangetragen wurde, sei sie zurückhaltend gewesen, weil sie eine zu große Ähnlichkeit mit ihrem Film I Shot Andy Warhol befürchtete. Ihr Film zeige Dalí zu einer sehr konkreten Zeit, beginnend Ende der 1970er Jahre, mit einigen wenigen Rückblenden auf den Beginn seiner Karriere. Sie habe nicht versucht, die ganze Lebensgeschichte von Dalí zu erzählen, sondern nur von diesen „Zwielichtjahren“.

### Besetzung und Synchronisation
| Rolle                | Darsteller         | Synchronsprecher      |
| -------------------- | ------------------ | --------------------- |
| Salvador Dalí        | Ben Kingsley       | Pierre Peters-Arnolds |
| Alice Cooper         | Mark McKenna       | Amadeus Strobl        |
| Amanda Lear          | Andreja Pejić      | Anja Stadlober        |
| Christoffe           | Alexander Beyer    | Alexander Beyer       |
| Cpt. Moore           | Rupert Graves      | Frank Röth            |
| Donyale Luna         | Joella Hinson-King | Imaya Ugwonno         |
| Gala Dalí            | Barbara Sukowa     | Barbara Sukowa        |
| Gala Dalí (jung)     | Avital Lvova       | Diana Ebert           |
| Ginesta / Lucy       | Suki Waterhouse    | Alice Bauer           |
| James Linton         | Christopher Briney | Maximilian Artajo     |
| Salvador Dalí (jung) | Ezra Miller        | Patrick Baehr         |

Der 1983 für seine Rolle im Filmepos Gandhi mit einem Oscar ausgezeichnete Brite Ben Kingsley spielt in der Titelrolle den spanischen Maler Salvador Dalí, das australische Model Andreja Pejić seine Muse Amanda Lear. Die deutsche Schauspielerin und Sängerin Barbara Sukowa verkörpert seine Frau Gala. Der US-Nachwuchsschauspieler Christopher Briney spielt seinen jungen Assistenten James Linton, der ihm als persönlicher Assistent bei den Vorbereitungen für eine große Ausstellung behilflich ist. In Rückblenden spielt Ezra Miller Dalí als jungen Mann. Der US-amerikanische Nachwuchsschauspieler Zachary Nachbar-Seckel spielt Jeff Fenholt, der von Gala bewundert wird und in Jesus Christ Superstar den Messias spielt, und Mark McKenna Alice Cooper. Der deutsche Schauspieler Alexander Beyer spielt Dalís Galeristen Christoffe, der Brite Rupert Graves Captain Moore, der als Dalís rechte Hand  arbeitet. Suki Waterhouse spielt Ginesta beziehungsweise Lucy.
Die deutsche Synchronisation entstand nach einem Dialogbuch von Manja Condrus und der Dialogregie von Monica Bielenstein im Auftrag der TaunusFilm Synchron GmbH, Berlin.

### Dreharbeiten
Wichtig für die Realisierung des Films trotz kleinen Budgets war nach Aussage der Regisseurin das Finden eines Drehortes für das historische St. Regis Hotel in New York, in dem Dalí und Gala zwischen 1966 und 1973 zeitweise lebten. Da Reisen in andere Länder aufgrund der Coronavirus-Pandemie kompliziert waren, drehte man im Adelphi Hotel in Liverpool. Das um 1910 zur gleichen Zeit wie das St. Regis erbaute Hotel war kaum modernisiert worden und befand sich in einem Zustand, der es als Kulisse dienlich machte. Das Adelphi Hotel verfügte zudem über große Ballsäle und Kronleuchter. Wegen fehlender Gäste zur Pandemiezeit konnten sie es sich leisten, das ganze Hotel mieten, was die Kosten niedrig gehalten habe. Die Dreharbeiten fanden fast komplett in Liverpool statt. Als Kameramann fungierte Marcel Zyskind, der zuletzt für das Filmdrama As in Heaven von Tea Lindeburg tätig war.

### Filmmusik und Veröffentlichung
Die Filmmusik komponierte Edmund Butt. Das Soundtrack-Album mit insgesamt 13 Musikstücken wurde am 9. Juni 2023 von Dubois Records als Download veröffentlicht.
Die Premiere erfolgte am 17. September 2022 beim Toronto International Film Festival. Dort wurde Dalíland auch als Abschlussfilm gezeigt. SquareOne Entertainment sicherte sich die deutschen Rechte am Film. Im September 2022 erfolgten Vorstellungen bei der Filmkunstmesse Leipzig und ab Ende des Monats beim Zurich Film Festival. Im Oktober 2022 wurde Dalíland beim Festival do Rio und im April 2023 beim San Francisco International Film Festival gezeigt. Im Juni 2023 wird der Film beim Filmfest München vorgestellt. Der Kinostart in Deutschland erfolgte am 7. September 2023.

## Rezeption

### Altersfreigabe
In Deutschland wurde der Film von der FSK ab 16 Jahren freigegeben. In der Freigabebegründung heißt es, der Film tauche in überwiegend ruhiger, auf die Figuren konzentrierter Erzählweise und in opulenten, farbenfrohen Bildern in den ungewöhnlichen Alltag des Exzentrikers Dalí und seines Umfelds ein. Dabei würden auch ausschweifende Partys inszeniert. 16-Jährige seien aber aufgrund ihrer Medienerfahrung bereits in der Lage, explizite Darstellungen von Nacktheit und Sexualität in den Kontext dieser Geschichte einzuordnen und zu verarbeiten, ebenso wie den unkommentierten Drogenkonsum einzelner Figuren. Das historische wie auch sozial ungewöhnliche Setting sorgten für ausreichend Distanz zum Geschehen, sodass keine Überforderung zu befürchten sei.

### Kritiken
Die Kritiken waren äußerst durchwachsen.
Pete Hammond von Deadline.com schreibt, Ben Kingsley könne als Schauspieler wirklich nichts falsch machen, selbst wenn ihn mal der Stoff eines Films im Stich lasse, und so sei er auch in Dalíland in der Rolle von Salvador Dalí beeindruckend. Außerdem fange Barbara Sukowa seine Ehefrau Gala mit all ihrer Widersprüchlichkeit ein. Das eigentliche Problem sei jedoch Christopher Briney in der Rolle des neuen Assistenten James, der irgendwie langweilig rüberkomme. Auch wenn Regisseurin Mary Harron bereits mit Filmen wie diesen vertraut sei, fühle sich die gezeigte Welt voller Dekadenz und Partys in der Glam-Rock-Ära in New York City ein bisschen altbacken an. Das eigentliche Problem aber sei es, dass Harron und ihr Drehbuchautor John C. Walsh James zu viel Leinwandzeit eingeräumt haben. Diese Figur sei nicht annähernd so interessant wie fast alle anderen im Film, insbesondere Dali und Gala.

### Auszeichnungen
Hollywood Music in Media Awards 2023
- Nominierung für die Beste Filmmusik – Independent Film (Edmund Butt)[27]